# Асахара Нобухару
Асахара Нобухару  (яп. 朝原 宣治, 21 червня 1972) — японський легкоатлет, олімпійський медаліст.

## Виступи на Олімпіадах
| Олімпіада    | Дисципліна              | Місце             |
| ------------ | ----------------------- | ----------------- |
| Атланта 1996 | біг на 100 метрів       | 5 h1 r3/4         |
| Атланта 1996 | естафета 4 x 100 метрів | AC h2 r1/3        |
| Атланта 1996 | стрибки у довжину       | 36 (кваліфікація) |
| Сідней 2000  | естафета 4 x 100 метрів | 6                 |
| Афіни 2004   | біг на 100 метрів       | 4 h3 r2/4         |
| Афіни 2004   | естафета 4 x 100 метрів | 4                 |
| Пекін 2008   | біг на 100 метрів       | 8 h3 r2/4         |
| Пекін 2008   | естафета 4 x 100 метрів | 3                 |